# ふたりの日曜日
「ふたりの日曜日」（ふたりのにちようび）は、1972年12月5日に発売された天地真理の5枚目のシングル。売上44万枚。累計売上は100万枚（公称）。

## オリコンチャート成績
- オリコン10位以内には、1972年(昭和47年)12月25日に4位で初登場。その後5週に渡って3位を獲得し、10週にわたってオリコン10位以内にランクイン、100位以内に21週にわたってランクインした。オリコン集計では44.7万枚。また、1973年(昭和48年）の年間オリコンでは13位を獲得するなど、1973年（昭和48年）の歌謡界を代表する作品の一つとなった。
- リリースされて2週間あまりで3位にランクインしたが、この曲で4曲連続オリコン1位獲得にはならなかった。

## 収録曲
- 全曲作詞：山上路夫／作曲：平尾昌晃

1. ふたりの日曜日
編曲：竜崎孝路
2. 真冬のデイト
編曲：馬飼野俊一

## 収録アルバム
- GOLDEN☆BEST 天地真理 コンプリート・シングル・コレクション・アンド・モア
- 天地真理 プレミアム・ボックス　-　歌手デビュー35周年記念CD-BOX
- 35th Anniversary（2006年ヴォーカル・ニューバージョン）